# Johnny Diggson
Johnny Diggson (* 7. Mai 1993) ist ein deutscher Rapper und Battle-Rap-Künstler aus Remscheid, der durch das Videobattleturnier und JuliensBlogBattle bekannt wurde. Früher trat Diggson unter dem Künstlernamen Ideal auf.

## Werdegang

### Als Ideal
In den Jahren 2008 bis 2010 nahm Johnny Diggson als Ideal an der Reimliga Battle Arena teil, wo er von 14 Battles drei für sich entscheiden konnte.
Er veröffentlichte bei YouTube einige Tracks. Eines seiner bekanntesten Lieder in dieser Zeit war der Song Prinzessinnen Spieluhr, das 2011 auf seiner Tabletten & Bierflaschen EP enthalten war. Dieses handelt vom Verlust eines Vaters und Suizid.
Johnny Diggson nahm 2013 und 2015 als Ideal am VideoBattleTurnier (VBT) teil. Er schied jeweils im 32stel-Finale aus.

### Als Johnny Diggson
2015 nahm er als Johnny Diggson am JuliensBlogBattle (JBB) teil, einem deutschsprachigen Rapturnier, das 2012 durch Julien Sewering ins Leben gerufen wurde. Im Halbfinale verlor er knapp gegen den Rapper Neo Unleashed.
2016 nahm Diggson an JuliensMusicCypher (JMC) teil, einem Spin-off des JBB. Seine Qualifikation wurde auf Platz 2 der Rangliste, welche insgesamt 64 Künstler beinhaltete, eingeordnet. In der ersten Runde wurde Johnny Diggson von Grinch Hill, einem Alter-Ego des Künstlers GReeeN lyrisch angegriffen. Im 16tel-Finale antwortete er darauf in seinem Song Mobbing Hochprofessionell. Auf diesem rappte er unter anderem umstrittene Zeilen gegen Céline Denefleh, die ehemals herzkranke Schwester von Grinch Hill, die 2009 an der Castingshow Deutschland sucht den Superstar teilnahm und nach dem Dreh einen Zusammenbruch aufgrund ihrer Krankheit erlitt.  In der Achtelfinalrunde von Grinch Hill war Céline dann als musikalisches Feature vertreten, um die Angriffe zu kontern. Grinch Hill kritisierte die Zeilen gegen seine Schwester mehrmals in diesem Song und in seinem später veröffentlichten Statement zur Cypher, das mittlerweile gelöscht wurde. In der nächsten Runde von Johnny Diggson, im Viertelfinale, gab es dann einen kompletten Part, der ausschließlich Céline gewidmet war und noch mehr Kontroversität verursachte. Im Halbfinale erreichte Johnny Diggson mit seinem Song Kapuze und Ray Ban den ersten Rang, stellte einen neuen Rekord von Downloads innerhalb der JMC auf und überholte auch seinen Konkurrenten Gary Washington. Im Finale unterlag Johnny Diggson diesem allerdings deutlich, obwohl in seinem Song Fame/ BBM Ist Die Gang einige bekannte Rapper aus dem JMC (Deamon, Scenzah, Juri) und auch SpongeBOZZ vertreten waren.
Seine Finalrunde Fame/ BBM Ist Die Gang stieg in Österreich auf Platz 74 der Charts ein. Auf den Tracks Donald Trump von Juri und Wut stoppen von Deamon war Diggson außerdem als Feature vertreten.
Ein Jahr nach der Cypher veröffentlichten Johnny Diggson und Deamon ihre erste Single Rauch auf ihrem gemeinsamen YouTube-Kanal KRB Mode. KRB steht hier als Abkürzung für Kapuze und Ray Ban, sowohl eine Anspielung auf den gleichnamigen Song als auch die Markenzeichen der beiden Künstler. Danach veröffentlichte Diggson gemeinsam mit Deamon noch eine weitere Single mit dem Namen Unser Vermächtnis und anschließend noch Is nich Ok als Soloartist. Am 2. September 2018 folgte die Single Man Ey, bevor ein Jahr lang ausschließlich Deamon auftrat. 
2019 war Johnny Diggson als Feature auf Deamons Song M. J. & Cobain vertreten und veröffentlichte schließlich am 28. Juni 2019 mit dem Song World Diggson sein Comeback, in welchem er sich unter anderem bei Céline Denefleh für die gegen sie gerichteten Zeilen entschuldigte. Im Oktober 2019 erschien Johnny Diggsons gleichnamiges Studioalbum World Diggson, das in Deutschland Platz 19 der Charts erreichte. Auf diesem Album gab es Features mit den Künstlern Deamon, Gary Washington und Raportagen.
Johnny Diggson war sowohl 2020 auf dem Song Donald Trump 2 gemeinsam mit Juri, Scenzah und Deamon als auch auf der im April 2022 veröffentlichten Singleauskopplung Legenden von Sun Diegos Album Yellow Bar Mitzvah als Feature vertreten.
Im Juni 2022 veröffentlichte er sein zweites Studioalbum Mr. Diggson, das auf Platz 11 der deutschen Charts einstieg und Features mit Deamon, Gary Washington und Scenzah enthält.

## Diskografie
Singles
- 2015: Qualifikation
- 2015: 8tel-Finale vs. Fear
- 2015: 4tel-Finale vs. Timatic
- 2015: Halbfinale vs. NEO
- 2015: Platz 3 Battle vs. Casa
- 2016: Beschissene Songs
- 2016: Keine Krone
- 2016: Mobbing Hochprofessionell
- 2016: Phantombild
- 2016: Deadly Enemy X Pasquale D.
- 2016: Kapuze & Ray Ban (feat. Deamon)
- 2017: Fame/ BBM Ist Die Gang (feat. Deamon, Scenzah, Juri & SpongeBOZZ)[18]
- 2018: Rauch (feat. Deamon)
- 2018: Unser Vermächtnis (feat. Deamon)
- 2018: Is nich ok
- 2018: Man Ey (feat. Deamon)
- 2019: World Diggson
- 2019: Inferno (feat. Deamon)
- 2019: Vernichten
- 2019: Gabe
- 2020: Fuck Corona
- 2020: Donald Trump 2 (feat. Scenzah, Deamon & Juri)
- 2020: KRB Anthem (feat. Deamon)
- 2022: Omg
- 2022: Legenden (SpongeBOZZ, Gio & GReeeN feat. Der Asiate, Deamon & Johnny Diggson; #11 der deutschen Single-Trend-Charts am 8. April 2022[25])
- 2022: Schlechtes Karma (feat. Deamon)
- 2022: Modus Mio brennt
- 2022: Mobbing Hochprofessionell 2
- 2024: Ruecken (feat. Deamon)
- 2024: Sommermärchen
- 2025: Body Count
- 2025 Snake

Free EPs
- 2010: Wach auf! Endstation.[6] (Online-EP)
- 2011: Tabletten & Bierflaschen EP[26] (Online-EP)
- 2012: Bis zum tape (Online-EP)

Studioalben
- 2019: World Diggson
- 2022: Mr. Diggson